# Rigoletto e la sua tragedia
Rigoletto e la sua tragedia è un film del 1956 diretto da Flavio Calzavara.

## Trama
Il film è basato sull'opera lirica Rigoletto di Giuseppe Verdi, a sua volta derivata dal dramma teatrale Il re si diverte di Victor Hugo.